# Parque nacional natural Yaigojé Apaporis
El Parque Nacional Natural Yaigojé Apaporis es un espacio protegido colombiano que se encuentra ubicado en la cuenca baja del río Apaporis, coincidiendo con el Resguardo indígena Yaigojé-Apaporis, al sur se encuentra con los resguardos de Mirita-Paraná, Puerto Córdoba y Comeyafú y al norte con el Resguardo del Gran Vaupés, entre los departamentos del Amazonas y el Vaupés.

## Descripción
Está ubicado en la parte sur del país, a una altitud de 100-120 m s. n. m. En jurisdicción de los departamentos de Amazonas y Vaupés.El clima del parque es cálido húmedo tropical con temperaturas entre 25 °C y 29 °C

## Aspectos históricos

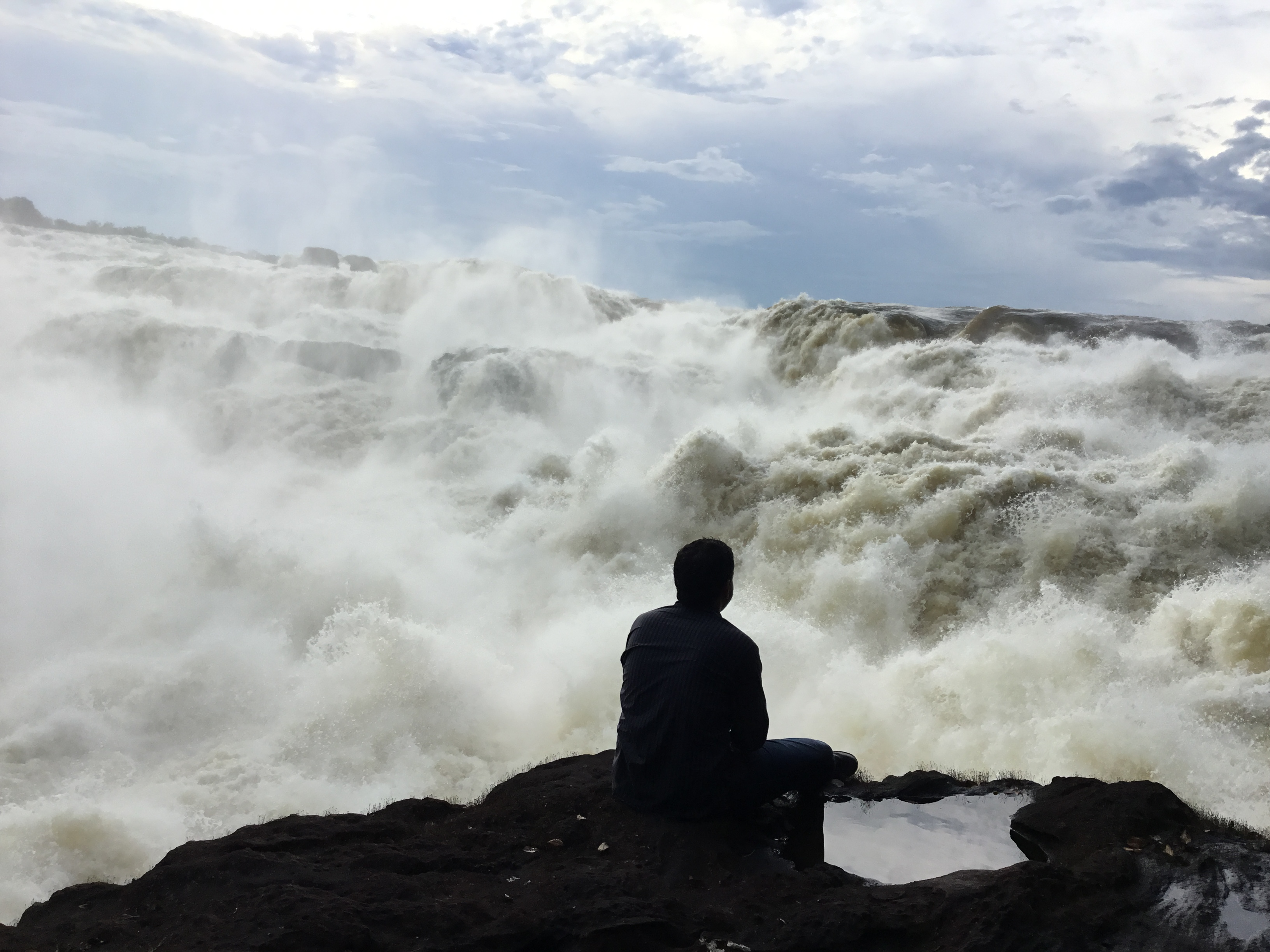
Raudal del Jirijirimo, río Yaigojé

En 1998, fue constituido el Resguardo Yaigojé Apaporis, con una extensión de 518.320 hectáreas, ampliado en 1998 a 1’020.329 hectáreas. El 17 de marzo de 2008, las autoridades indígenas del Yaigojé-Apaporis solicitaron al entonces Ministerio de Ambiente, la creación de un Parque Nacional Natural en el territorio de Resguardo. En octubre de 2009 se creó oficialmente el Parque.
Este parque se protege gracias a las Autoridades Tradicionales Indígenas, las cuales conformaron la Asociación de Capitanes Indígenas Yaigojé Apaporis, ACIYA, con el objetivo de proteger y fortalecer los mecanismos de conservación integral del territorio, al igual que los valores culturales materiales e inmateriales de los pueblos indígenas Macuna, Tanimuca, Letuama, Kabiyarí, Barasana, Yujup-Macu y Yauna, asociados a la conservación, uso y manejo del mismo.
Este territorio cuenta con una rica tradición cultural que contempla una serie de prácticas chamanísticas y rituales, que según los indígenas le otorgan a los seres humanos los conocimientos necesarios para vivir y proteger este mundo. Los cerros, raudales, remansos, lagos, quebradas, ríos, cuevas, salados, piedras, cananguchales, sabanas y nacimientos de agua, son considerados por los indígenas del Resguardo Yaigojé Apaporis como "Sitios Sagrados", que son marcas indelebles de la labor de las deidades durante la creación del mundo, dándole a cada parte del territorio un significado.
Estas prácticas chamánicas son usadas por la comunidad con el fin de conformar el "Camino de Pensamiento", el cual se realiza por medio de ceremonias rituales que están estrechamente relacionadas con el ciclo anual o calendario ecológico cultural y que congregan a los especialistas y demás miembros del grupo étnico.
Con este concepto cultural, la comunidad indígena del Apaporis ha realizado y regulado el uso y manejo de sus territorios desde hace mucho tiempo. Aun después de las importantes transfiguraciones culturales que estas sociedades han sufrido a lo largo de los últimos 200 años, todavía mantienen un sólido conocimiento ancestral que les permite continuar con el manejo de lo que ellos consideran su territorio.
Este conocimiento es vivido e implementado por los indígenas del Bajo Apaporis a través de sofisticadas prácticas de uso y manejo físico (caza, pesca, recolección, horticultura), y chamanísticas o espirituales que constituyen una gran oportunidad para la protección y manejo del Área Protegida que aquí se constituye.

## Flora y fauna
El parque nacional natural Yaigojé Apaporis es rico en flora y fauna. ya que cuenta con más de 1.683 plantas vasculares (33 de éstas endémicas para Colombia), 362 aves (2 de ellas no registradas aún en ningún área protegida de la Amazonia Colombiana), 81 reptiles, 73 Anfibios, 201 peces (3 de ellos como nuevos registros para Colombia), 443 Mariposas (3 de ellas como nuevos registros para la ciencia), 16 especies de mamíferos en vía de extinción (oso hormiguero gigante, mono cotudo, mico de noche, mico colimocho, huicoco, maicero cariblanco, maicero cachón, churuco, mono ardilla, lobo de agua, tigrillo, jaguar, puma, delfín rosado, manatí y danta).  

### Aves

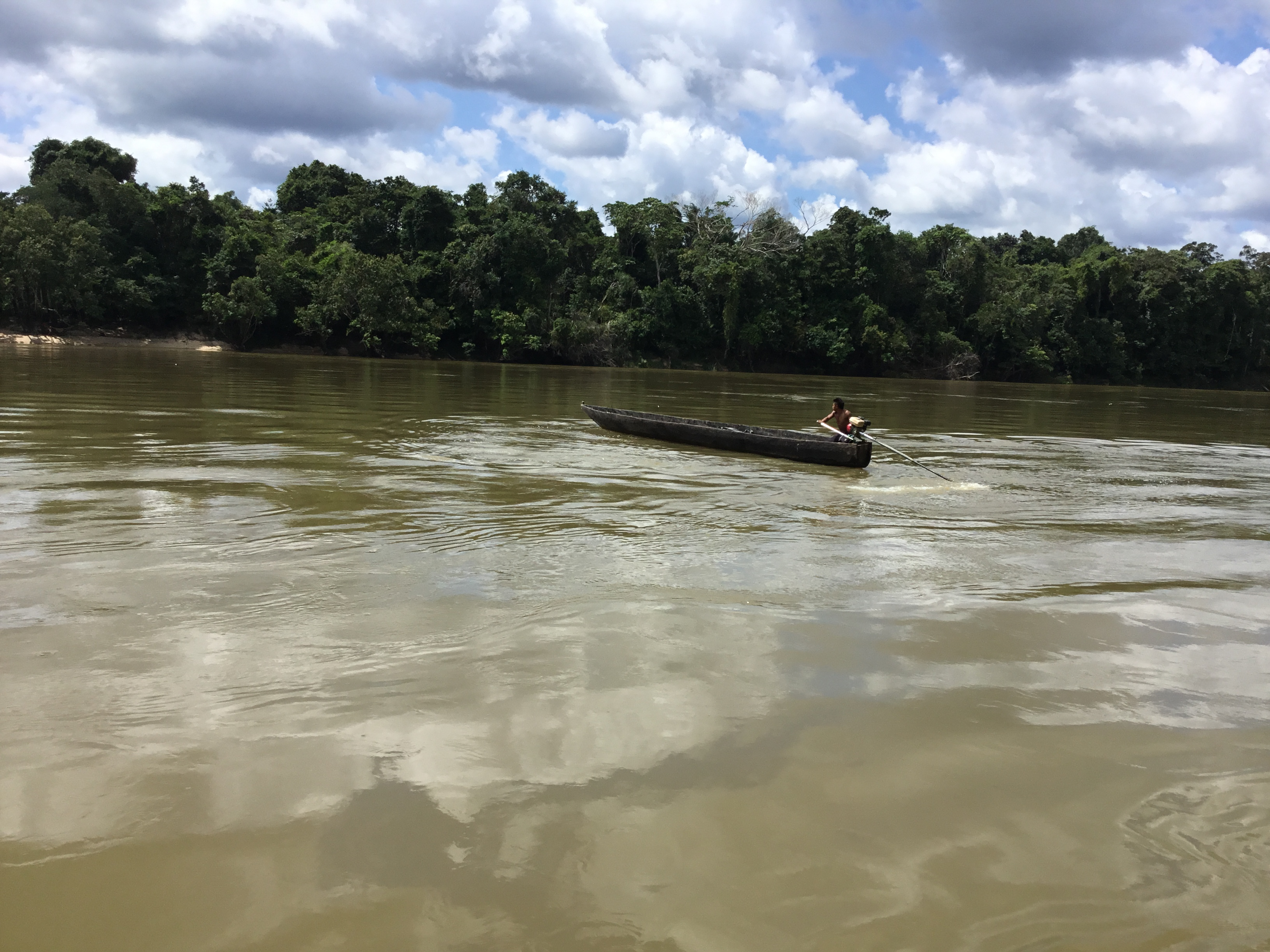
Río Apaporis

Algo que Llama la atención, en este parque nacional natural, es el registro de algunas especies de colibríes, propias de las tierras bajas, pero de la parte alta del bosque, es por esto que son muy poco conocidas en el país. Incluye la especie diminuta Discosura langsdorffi, otros colibríes que se encuentran son unos que pesan tres gramos, llamados “cola de lira tronadora”, y otra especie conocida como “ermitaño rojizo”, notable por el diminuto tamaño del macho, cuyo peso no supera los 2 gramos.
Así mismo, se identifican dos especies características de estos ambientes: el saltarín Xenopipo atronitens y el hormiguerito Myrmotherula cherriei, el macho tiranido (pájaro pequeño) Lathrotriccus euleri en condiciones reproductivas. Sorprendente, pues en Colombia se le conocía por su condición de ave migratoria austral no reproductiva, al igual que la urraca, conocida como “carriqui pechinegro”.

### Mariposas
Se encuentran gran variedad de especies de mariposas correspondientes a 5 familias y 10 subfamilias, de las cuales 14 constituyen el primer registro para la zona, Entre las cuales se encuentran la Panacea prola, de colores exóticos como azul y verde tornasolado, y la Catonephele chromis, de colores oscuros como el café y el negro, con manchas o líneas entre colores anaranjado y amarillo.

### Peces
Las especies de peces con mayor relevancia en el Vaupés, encontramos siete órdenes y 28 familias. Tres de estas son nuevas, una endémica (uatumanensis) de la cuenca el río Uatuma, en la Amazonía brasileña, la gran mayoría de estas especies son miniatura, pues no superan los 5cm en estado adulto. Se encuentra la cachama, el sábalo, el pintadillo, el pirarucú y el tucunaré, las mojarras, la arauana, las corredoras y las cuchas.

### Plantas
Se encontraron 1.683 especies de plantas vasculares, correspondientes a 630 géneros y 137 familias. Doce especies fueron catalogadas como nuevas para la ciencia y pertenecen a las familias de los quiches (Bromeliaceae), de los caimitos (Sapotaceae), de las gloxinias (Gesneriaceae), del yagé (Malpighiaceae), de los anturios (Araceae), del cucharo (Clusiaceae) y del sietecueros (Melastomataceae).
En total en el resguardo de Yaigojé Apaporis se detectaran 45 endémicas de Colombia y al menos 17 de ellas tienen un área de distribución restringida al resguardo, al igual se encuentran cinco especies categorizadas como vulnerables(riesgo moderado de extinción o deterioro de sus poblaciones a mediano plazo), entre ellas Aechmea politii, Navia fontoides, Navia heliophila y Sequentia serrata, de la familia Bromedialceae, y Costus fissicalyx, de la familia Costaceae. Otras 24 especies están en la categoría de casi amenazadas.

## Objetivo de conservación
Dentro de los objetivos de conservación del parque nacional natural Yaigoje Apaporis se encuentran:
1. Proteger los valores materiales e inmateriales de los pueblos indígenas Macuna, Tanimuka, Letuama, Cabiyari, Barazano, Yujup Maku y Yauna asociados a la conservación, uso y manejo del territorio y el área protegida como núcleo del "Complejo Cultural del Vaupés".
2. Contribuir a la conectividad de los ecosistemas de las cuencas de los ríos Caquetá y Negro, garantizando la integridad ecosistémica del área como aporte a la funcionalidad de las mismas, a los procesos de regulación climática y al sustento de la reproducción social, cultural y económica de los grupos indígenas del área protegida.
3. Fortalecer el "Sistema de Sitios Sagrados" y rituales asociados sobre los cuales se soporta el manejo y uso del territorio representado en el área protegida que hacen los grupos indígenas del "Complejo Cultural Vaupés".